# Atado a tu amor
Atado a tu amor es el título del octavo álbum de estudio grabado por el cantante puertorriqueño-estadounidense Chayanne. Fue lanzado al mercado bajo los sellos discográficos Sony Discos y Columbia Records el 29 de septiembre de 1998.

## Antecedentes y producción
El álbum Atado a tu amor fue producido por Marcello Azevedo, co-producido por Estéfano, Donato Póveda, Manny Benito, Steve Roitsein, Keith Thomas, Ronnie Foster y cuenta con 13 canciones. Además presenta canciones de otros artistas.[cita requerida] En esta ocasión hizo un dúo con Tania Libertad en el tema "Refugio de amor". Anteriormente ya se había grabado este tema en inglés ("You are my home") y en español en un disco dúo entre estos dos artistas de la película «Baila conmigo» (Dance With Me).

## Rendimiento comercial
Este álbum es el más exitoso en la carrera del cantante puertorriqueño-estadounidense, debido a sus ventas, con este disco llegó a cumplir uno de sus sueños, llegar a otro continente, como lo fue Europa, ya que tuvo gran éxito en países como Italia, Francia, Portugal, Turquía y España, país en el cual el álbum arrasó en siendo el primer disco de Chayanne que supera 1 000 000 de discos en dicho país. Forma parte de la lista de  los 100 discos que debes tener antes del fin del mundo, publicada en 2012 por Sony Music.
El álbum Atado a tu amor recibió una nominación para el Premio Grammy al Mejor Álbum de Pop Latino en los 41°. entrega de los Premios Grammy celebrada el miércoles 24 de febrero de 1999, pero perdió contra Vuelve de Ricky Martin.

## Lista de canciones
| Atado a tu amor |                                                            |                                                                                   |          |  |
| N.º             | Título                                                     | Escritor(es)                                                                      | Duración |  |
| 1.              | «Dejaría todo»                                             | Estéfano                                                                          | 4:44     |  |
| 2.              | «Soy como un niño» («Looking Through the Eyes of a Child») | Albert Hammond · Andy Hill · Peter Sinfield Adapt. al español: Luis Gómez-Escolar | 4:35     |  |
| 3.              | «Enamorado» («A Namorada»)                                 | Carlinhos Brown Adapt. al español: Estéfano                                       | 3:32     |  |
| 4.              | «Atado a tu amor»                                          | Estéfano                                                                          | 5:03     |  |
| 5.              | «Mira ven ven»                                             | J. Belmonte                                                                       | 4:15     |  |
| 6.              | «Otra vez»                                                 | Donato Póveda · Hal S. Batt                                                       | 4:01     |  |
| 7.              | «Refugio de amor» ((con Vanessa Williams))                 | Diane Warren Adapt. al español: Manny Benito                                      | 3:57     |  |
| 8.              | «Salomé»                                                   | Estéfano                                                                          | 4:13     |  |
| 9.              | «Pienso en ti»                                             | Estéfano                                                                          | 4:17     |  |
| 10.             | «Nadie como tú»                                            | Donato Póveda · Hal S. Batt                                                       | 3:41     |  |
| 11.             | «Vaya escandalera»                                         | Rosana Arbelo                                                                     | 3:47     |  |
| 12.             | «Sube al desván»                                           | Víctor Manuel San José                                                            | 3:45     |  |
| 13.             | «La playa» («La plage»)                                    | Jo Van Welter · Pierre Barouh Adapt. al español: F. Carreras                      | 4:04     |  |

## Créditos y personal
| - Marcello Azevedo – Productor, Arreglista, Bajo, Guitarra (Acústica), Guitarra (Eléctrica), Programación - Hal Batt – Compositor, Guitarra (Eléctrica) - Manny Benito – Coordinación - Carlinhos Brown – Compositor - Ed Calle – Arreglista - Chayanne – Voz, Artista principal - Donato – Compositor, Productor, Guitarra (Acústica), Coros - Estéfano – Compositor, Productor - Ronnie Foster – Arreglista, teclados, productor, Coros - Angel "Cucco" Peña – Arreglista - Mike Fuller – Masterización - Jim Hacker – Trompeta - Albert Hammond – Compositor - Andy Hill – Compositor - Ángel joel – Coros - Jorge Laboy – Guitarra - Lee Levin – Batería - Astrid Pazmino – Coros | - John Lucas – Coros - Chago Martínez – Timbales - Carlos Murguía – Coros - Fernando Muscolo – Teclados, Programación - Kenny O'Brien – Arreglista, Voz (Fondo) - Antonio Ramia – Coros - Peter Sinfield – Compositor - Cesar Sogbe – Ingeniero, Mezcla - Rafael Solano – Percusión - Keith Thomas – Arreglista, Productor - Rosana Toledo – Compositor - Deborah Waknin – Estilista - Diane Warren – Compositor - Bruce Weeden – Mezcla - Bill Whittington – Ingeniero, Mezcla - Vanessa Williams – Intérprete, Artista principal, Voz - Frank T. Wilson – Batería - Miami Symphonic Strings - Cuerdas |

## Posicionamiento en listas
| Listas (1998/1999)              | Mejor posición |
| ------------------------------- | -------------- |
| U.S. Billboard Top Latin Albums | 4              |
| U.S. Billboard Latin Pop Albums | 3              |

## Certificaciones
| País           | Organismo certificador | Certificación  | Ventas certificadas | Ref              |
| -------------- | ---------------------- | -------------- | ------------------- | ---------------- |
| Argentina      | CAPIF                  | 5x Platino     | 250 000             | [cita requerida] |
| España         | PROMUSICAE             | 7x Platino     | 700 000             | [cita requerida] |
| Estados Unidos | RIAA                   | 2x Oro (Latin) | 500 000             | [ 3 ]            |
| México         | AMPROFON               | 3x Platino     | 450 000             | [ 4 ]            |